# Andrzej Okruszek
Andrzej Józef Okruszek – polski inżynier, dr hab. nauk rolniczych, profesor uczelni i prorektor ds. Studenckich Uniwersytetu Ekonomicznego we Wrocławiu.

## Życiorys
W 2001 r. obronił pracę doktorską pt. Wartość rzeźna i jakość mięsa tusz młodego bydła rzeźnego sklasyfikowanych w systemie EUROP, której promotorem był prof. Stanisław Wajda, w 2014 r. habilitował się na podstawie pracy zatytułowanej Wybrane właściwości fizyczne, fizykochemiczne oraz wartość odżywcza mięśni tłuszczu gęsi z rodzimych stad zachowawczych. Został zatrudniony na stanowisku profesora nadzwyczajnego w Instytucie Chemii i Technologii Żywności na Wydziale Inżynierii Produkcji Uniwersytetu Ekonomicznego we Wrocławiu.
Jest profesorem uczelni i kierownikiem w Katedrze Technologii Żywności i Żywienia, a także dziekanem na Wydziale Inżynierii Produkcji Uniwersytetu Ekonomicznego we Wrocławiu.
Objął funkcję przewodniczącego Rady Dyscypliny Naukowej – Technologii Żywności i Żywienia Uniwersytetu Ekonomicznego we Wrocławiu.